# Wiesenmühle (Heustreu)

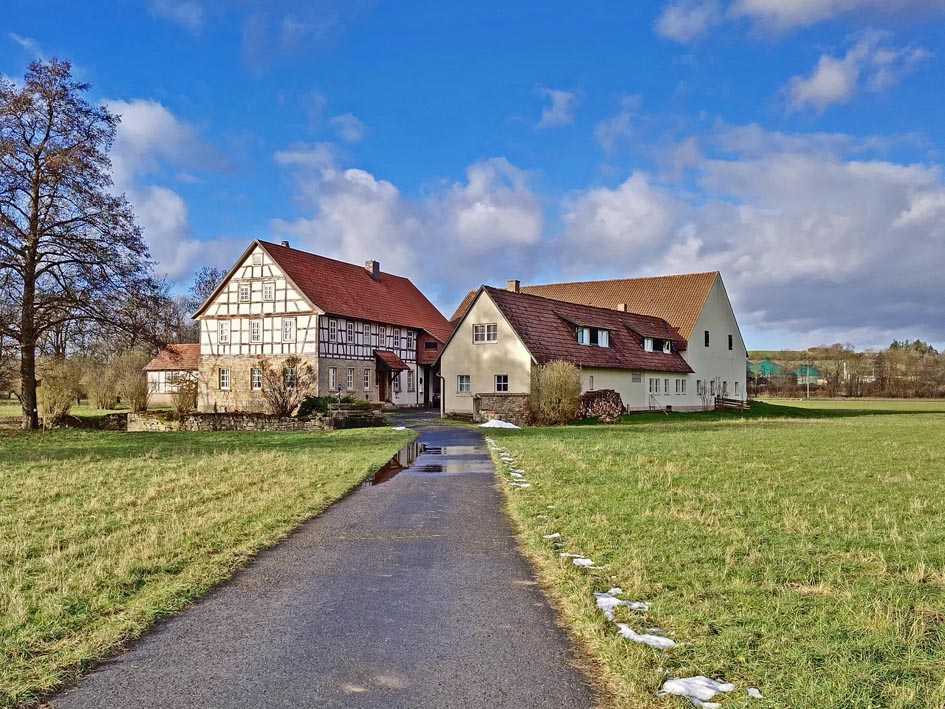
Die Wiesenmühle in Heustreu

Wiesenmühle ist ein Gemeindeteil der Gemeinde Heustreu im unterfränkischen Landkreis Rhön-Grabfeld in Bayern.

## Lage
Die Einöde liegt an der Streu.

## Geschichte
Das genaue Alter der Wiesenmühle ist unbekannt. Sie wird allerdings in der Beschreibung der Mühlen im Neustädter Amt von 1798 erwähnt.